# Der schwarze Jack (1918)
Der schwarze Jack ist ein deutscher Western-Stummfilm aus dem Jahr 1918. Als maskierter Held kämpft er gegen das Böse.

## Hintergrund
Der Film gehört zu einer Reihe in München produzierter Western (sogenannte „Isarwestern“), zu denen auch Der rote Reiter (1918), Die Rache im Goldtal (1919) und Der Todescowboy (1919) gehört.
Er hatte eine Länge von vier Akten auf 1930 bzw. 1758 Metern.
Die Polizei Berlin belegte ihm mit einem Jugendverbot (Nr. 43563). Die Uraufführung fand im Dezember 1918 in München statt.